# 杭瀬自動車学校
杭瀬自動車学校（くいせじどうしゃがっこう）は尼ヶ崎企業株式会社が運営する兵庫県尼崎市にある自動車教習所。兵庫県公安委員会から「指定自動車教習所」に認定されている。
1970年に設立された県内でも有数の老舗校で、2006年（平成18年）11月より改装された5階建ての新校舎が使用されている。
また、二輪や大型車などの免許を取り扱っていないため、教習所内には普通自動車のみが走行している。

## 所在地
- 〒660-0815 兵庫県尼崎市杭瀬北新町3-2-3

国道2号沿いに立地。阪神杭瀬駅から徒歩5分、阪神バス東長洲停留所からすぐ。

## 取得免許
- 普通四輪（AT・MT）

## 教習車
- トヨタ・コンフォート（所内・路上教習用）
- トヨタ・ヴォクシー（第2段階複数教習用）
- マツダ　アクセラ（高速教習用）
- トヨタ　カローラ（所内・路上教習用）

## スクールバス
教習の時間割に合わせ、1時間ごとに1本運行。一方循環の5つのコースがあり、主な経由地は下記の通り。
停留所の印として、付近の電柱に広告が掲示されていることが多く、バスが停車する旨も明記されている。どの路線も一部の停留所に一般のバス停を利用しており、西淀川コースは大阪シティバス、その他のコースは尼崎市営バス（塚口コースは阪急バスや伊丹市営バス、立花コースは阪神バスも含む）のバス停前に発着する箇所もある。
なお、全ての停留所と時刻表は公式ホームページを参照のこと。
- 園田コース

教習所→小園（イオン尼崎店前）→額田安心地蔵尊前→東園田→阪急園田駅（南口）→聖トマス大学前→近松公園前→JR尼崎駅（北口）→関西国際大学前→教習所
- 西淀川コース

教習所→佃3丁目→大和田郵便局前→阪神姫島駅前交番→JR加島駅（竹島東口）→西淀川警察署前→教習所
- 猪名寺コース

教習所→若王寺→JR猪名寺駅→田能西→万代（尼崎食満店）前→園田支所前→教習所
- 立花コース

教習所→ライフ（尼崎大西店）前→園田女子大学前→尼崎北小学校前→立花中学校前→JR立花駅（上）→市役所前→阪神尼崎駅北→教習所
- 塚口コース

教習所→JR尼崎駅（北口）→関西国際大学前→阪急塚口駅（南口）→立花公民館前→大手前大学前→つかしん（塚口本町郵便局）前→ピッコロシアター前→尾浜→教習所